# Mirim-mosquito
A Plebeia droryana, também chamada de mirim mosquito, mirim, droryana. É uma abelha social sem ferrão, da subfamilia Meliponinae  e tribo trigonini de ampla distribuição no Brasil. A espécie possui coloração escura com desenhos amarelos e cerca de 3 mm de comprimento, nidificando em fendas de árvores ocas e buracos nas rochas ou muros. São inteiramente mansas, cujos ninhos são encontrados em diversos lugares, sendo que utilizam desde árvores até barrancos, desde que os ocos sejam de tamanho apropriado e não aquecidos pelo sol em demasia. A entrada do ninho é feita por um acesso geralmente pequeno na parte exterior elaborado com própolis, não sendo fechada à noite diferente de outras espécias. Os favos de cria são horizontais ou helicoidais e ocorrem células reais. O invólucro está presente nos favos de cria e é construído com cerume. As colônias podem ser constituídas por 2.000 a 3.000 abelhas (Lindauer & Kerr, 1960). A construção dos favos de cria é suspensa no inverno ou em uma parte dele no Estado de São Paulo. Nesta espécie, ocorrem machos normais e gigantes, ambos são tratados da mesma maneira pelas operárias. A Plebeia droryana produz um mel apreciado, porém escasso.

## Entrada do ninho
Com frequência ocorre entrada dupla. Uma das entradas é um pequeno tubo construído com própolis com uma saliência maior na parte inferior denominado patamar e a outra tem formato circular.

## Tamanho das operárias
3,5mm

## Coloração
Asas com pelos escuros, cabeça e tórax pretos e abdômen e pernas de coloração amarela. Na face há uma faixa amarela estreita da lateral interna dos olhos compostos.

## Distribuição geográfica
A Plebeia droryana tem um distribuição uma grande distribuição no Brasil, nos estados da Bahia, Espírito Santo, Minas Gerais, Paraná, Rio Grande do Sul e São Paulo.

## Etimologia
"Jataí" e "jati" procedem do tupi antigo îate'i.